# Александріно
Александріно — одна з небагатьох вельможних садиб Петергофського шляху, що частково збереглася і дійшла до 21 століття.

## Історія

### У роки Північної війни
Забудова цієї території розпочалася ще в роки Великої Північної війни. Цар Петро І роздав своїм прихильникам ділянки землі на південних берегах Балтійського моря вздовж шляху до Петергофа з правом забудови. Ділянку сучасної садиби Александріно отримала рідна сестра царя — Наталя Олексіївна. У 1716 р. вона померла і її земельну ділянку з садибою розділили на дві.
Східна частина перейшла до Шеремєтєвих. Будівлі цієї частини проіснували до 1930-х рр., коли за часів СРСР були вщент зруйновані.
Західну частину отримав дипломат Толстой Петро Андрійович.

### В 1760-ті рр.

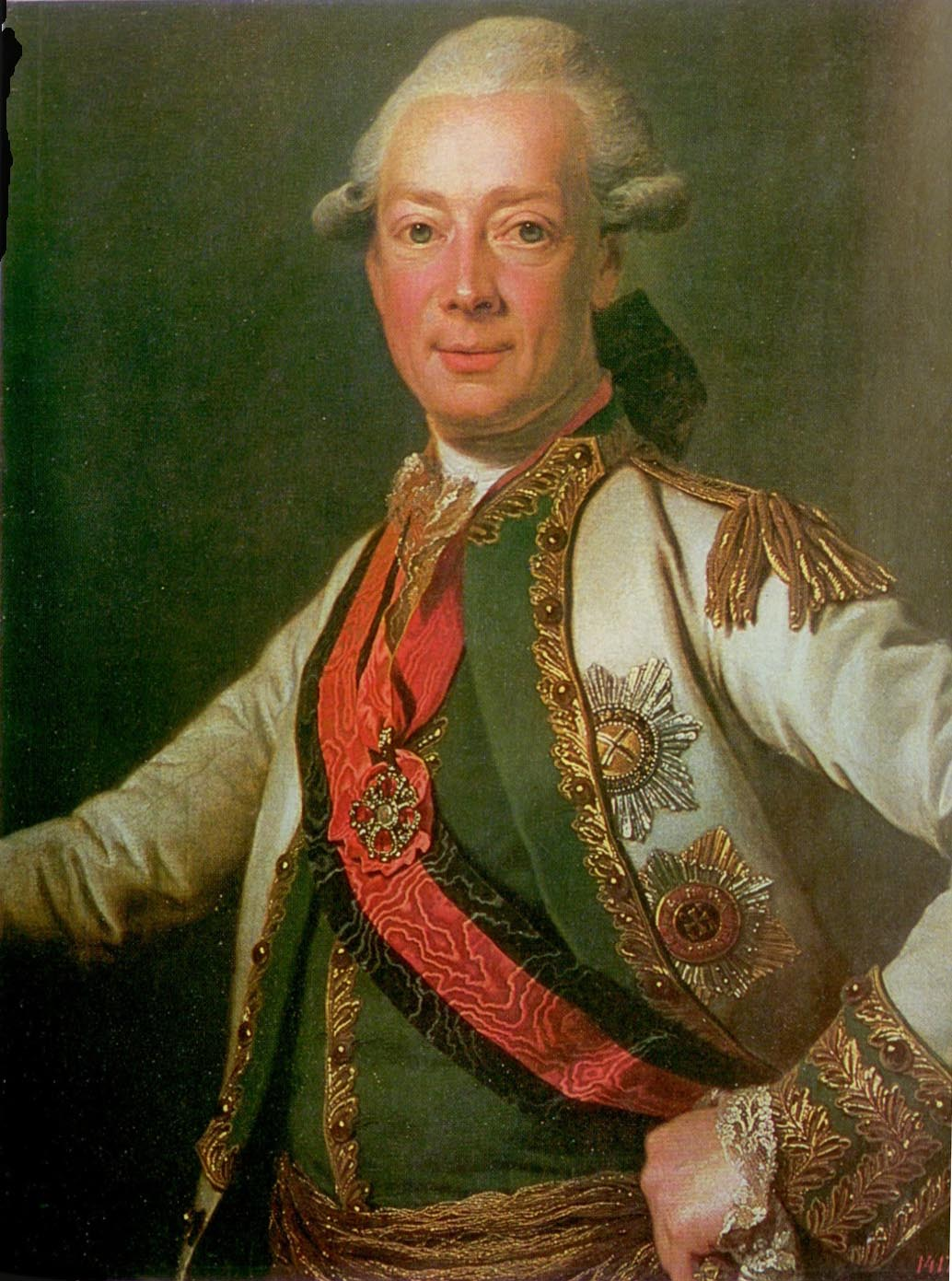
Худ. Левицький Дмитро Григорович, портрет Івана Чернишова.

У 1760-ті рр. садибу Толстого придбав 1760-ті рр. дипломат Чернишов Іван Григорович, брат полководця Чернишова Захара Григоровича, володаря відомої садиби Ярополець. Іван Григорович зробив непогану придворну кар'єру при Єлизаветі Петрівні і втримав позиції і при Катерині ІІ. Коли в моду увійшов француз-архітектор Валлен Деламот, Чернишов замовив тому проект заміського палацу.

### Подальша доля
Садиба дійшла до 20 століття. За часів СРСР використовувалась як комунальне житло. Зазнав втрат пейзажний парк, де на східних його ділянках побудували " Стандартне селище № 3 ". В роки війни 1941-1945 рр. садибний будинок постраждав від артобстрілів. В повоєнні роки будинок відновили та відремонтували без відновлення історичних інтер'єрів. Пізніше садибна територія зарахована до міста, а в палаці розмістили художню школу.

### Адреса
Санкт-Петербург, пр. Стачек, б.226.